# Schausia nigrescens
Schausia nigrescens är en fjärilsart som beskrevs av Stoneham 1934. Schausia nigrescens ingår i släktet Schausia och familjen nattflyn. Inga underarter finns listade.